# Arthur Leclerc
Arthur Leclerc (Monte Carlo, 14 de outubro de 2000) é um automobilista monegasco que atualmente é piloto de desenvolvimento da Scuderia Ferrari. É o irmão mais novo do piloto de Fórmula 1 Charles Leclerc. Foi membro da Sauber Junior Team em 2019 e da Ferrari Driver Academy entre 2020 e 2023. Foi campeão da Fórmula Regional Asiática em 2022 e campeão do Campeonato Italiano de GT de 2024.

## Biografia
Arthur é o mais novo dos três filhos de Pascale Leclerc, uma cabelereira dona de um salão de beleza, e de Hervé Leclerc, que também foi piloto e esteve em campeonatos de kart na década de 1980. Seus irmãos mais velhos são Lorenzo e Charles, que é piloto de Fórmula 1. Arthur também almejava ser piloto, dando seus primeiros passos em karts junto com seus irmãos na pista de Jules Bianchi, mas as dificuldades financeiras da família foram um obstáculo, e com a morte de seu pai em 2017, Arthur precisou do apoio de um tio para seguir competindo. Mesmo assim, Arthur seguiu os passos de seu irmão mais famoso, ao se juntar à Ferrari Driver Academy.
Arthur relatou receber apoio da família, especialmente de seus irmãos, com Charles muitas vezes publicando mensagens de apoio e de celebração às conquistas de Arthur, o protegendo em sua carreira na base, e afirmando em entrevistas ficar "dez vezes mais estressado" quando seu irmão está correndo do que quando ele próprio está correndo. Assim como Charles, Arthur admira o tricampeão da F1 Ayrton Senna e toca piano, embora ele não tenha publicado nenhuma de suas composições, ao contrário do piloto da Ferrari.

## Carreira

### Kart
Arthur teve pouca experiência no kart, pois sua família concentrou todos os esforços em auxiliar seu irmão Charles, que se mostrava com maior potencial de chegar à F1. Mesmo assim, Arthur competiu em alguns campeonatos e venceu a Kart Racing Academy em 2014.

### Fórmula E
Leclerc foi um piloto de desenvolvimento no Campeonato da Fórmula E da FIA durante a temporada de 2017–18 para a equipe Venturi Racing. Ao fazer isso, ele recebeu acesso aos simuladores e sistemas de desenvolvimento pessoal da Venturi. Leclerc foi mantido para a temporada da Fórmula E de 2018–19. Leclerc fez seu primeiro teste público para a Venturi no teste para novato da Fórmula E de 2019 no circuito urbano de Marraquexe. A Venturi anunciou Leclerc como seu piloto de teste para a temporada de 2019–20. O envolvimento de Leclerc na Fórmula E terminou após esta temporada.

### Fórmula 4

#### F4 Francesa

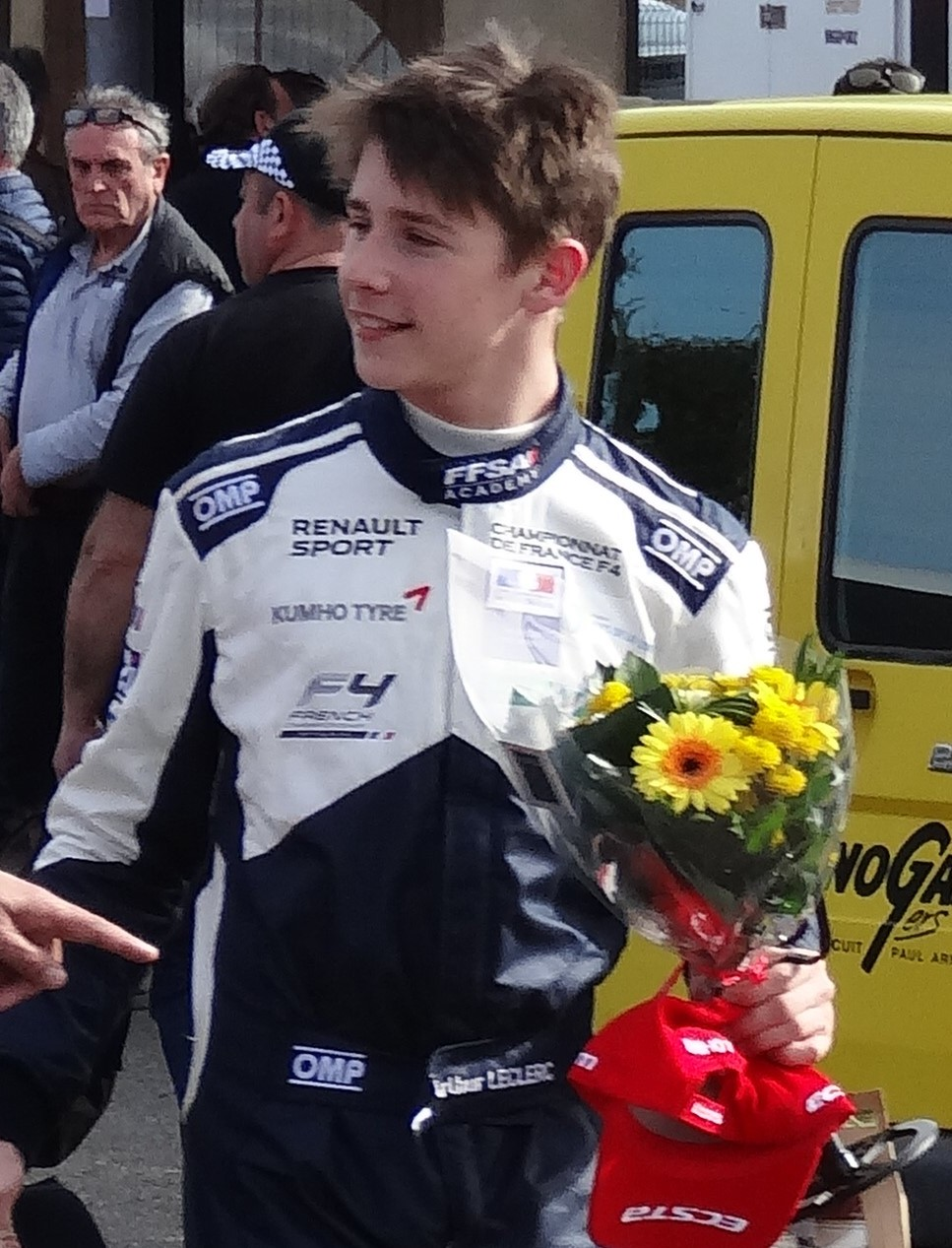
Leclerc em 2018, em etapa da Fórmula 4 Francesa

Leclerc participou do Campeonato Francês de Fórmula 4 em 2018, onde competiu contra nomes como Théo Pourchaire, que fazia sua estreia em monopostos, e Caio Collet, que foi dominante na temporada. Arthur conseguiu duas vitórias na corrida 2 de Nogaro e na corrida 2 de Magny-Cours, fez uma pole e mais cinco pódios, terminando o ano na quinta colocação, com 197 pontos.

#### F4 Alemã
Em 2019, Leclerc participou da ADAC Fórmula 4, competindo pela equipe US Racing-CHRS ao lado de Pourchaire, de Roman Staněk e de Alessandro Ghiretti, todos colegas da Sauber Junior Team. Leclerc teve sua primeira pole e vitória na corrida 2 de Hockenheimring. Ele também fez mais sete pódios e terminou o ano em terceiro, com 202 pontos, ficando 49 pontos atrás do vice-campeão Dennis Hauger e 56 pontos atrás de seu companheiro Pourchaire, o campeão daquele ano.

### Fórmula Regional

#### F.R. Europeia

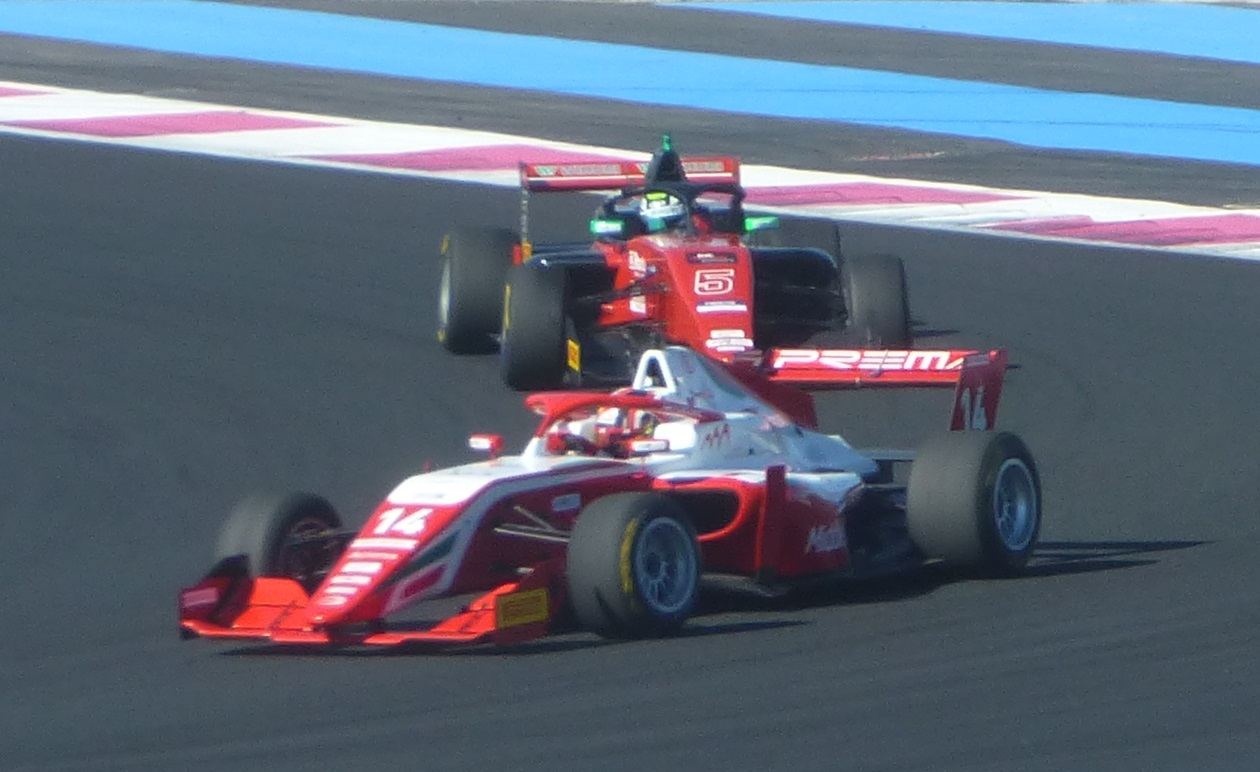
Leclerc pilotando o carro nº 14 da Prema durante a prova da FRECA em Paul Ricard em 2020

Arthur Leclerc esteve no Campeonato de Fórmula Regional Europeia em 2020, mesmo ano em que se tornou membro da Ferrari Driver Academy. Ele competiu pela Prema, tendo como companheiros o dinamarquês Oliver Rasmussen, que competia paralelamente na Toyota Racing Series, a britânica Jamie Chadwick, a campeã da W Series em 2019, e o brasileiro Gianluca Petecof, com quem travou uma dura batalha pelo título mesmo com o brasileiro tendo dificuldades de se manter na categoria por conta de patrocínio.
Leclerc teve seis poles e seis vitórias, com a rodada tripla de Mugello sendo seu maior destaque, já que o monegasco venceu todas as corridas. Ao todo, ele teve 15 pódios, um a mais do que Petecof, mas o brasileiro, que também era da FDA, o superou por ter pontuado em todas as etapas, enquanto Leclerc abandonou três. A da última corrida da temporada, em Vallelunga, sacramentou o título em favor de Petecof, já que Leclerc teve dificuldades por conta da chuva e acabou rodando, enquanto o brasileiro chegou em quinto lugar e o superou no campeonato de pilotos por 16 pontos. A respeito de seu erro que lhe custou o campeonato, Leclerc afirmou estar desapontado e "sem palavras". Ele se garantiu com o vice, mesmo tendo os mesmos 343 pontos e as mesmas seis vitórias de seu companheiro Rasmussen, por ter mais segundos lugares do que o dinamarquês.

#### F.R. Asiática
Leclerc voltou a competir num campeonato de Fórmula Regional em 2022, quando conciliou sua segunda temporada na F3 com o Campeonato de Fórmula Regional Asiática. O monegasco correu pela Mumbai Falcons India Racing ao lado de Dino Beganovic por toda a temporada e de Sebastián Montoya e de Oliver Bearman por algumas rodadas. Arthur fez uma pole, venceu quatro corridas e fez mais cinco pódios, sendo campeão com 218 pontos, fazendo 60 a mais do que Pepe Martí, o vice, que foi campeão dentre os estreantes.

### Fórmula 3

#### 2021

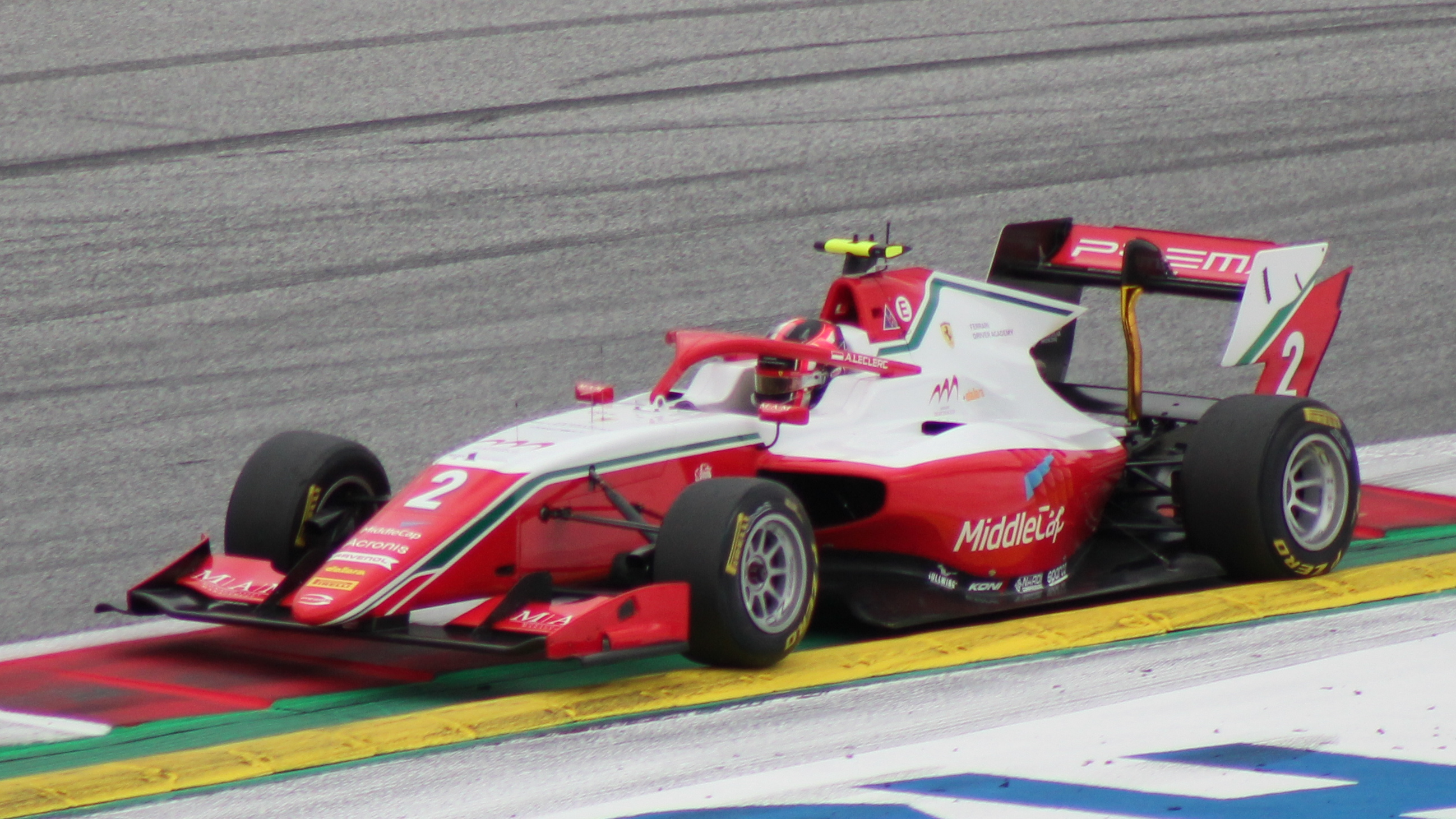
Arthur Leclerc na Áustria em 2021

Era esperado que a Prema promovesse o campeão da FRECA para a F3 em 2021, mas como Petecof não tinha patrocinadores suficientes, foi preterido em favor do vice. Assim, em 15 de dezembro de 2020, Arthur Leclerc foi anunciado pela equipe Prema Racing para a disputa da temporada de 2021 do Campeonato de Fórmula 3 da FIA, sucessor do campeonato que seu irmão Charles venceu em 2016. Arthur correu ao lado de Dennis Hauger, norueguês da Red Bull Junior Team, e do britânico Olli Caldwell.
O monegasco venceu na corrida 2 de Le Castellet e na corrida 1 de Zandvoort, fazendo mais um pódio na corrida 3 de Hungaroring, onde também anotou sua primeira pole. Arthur ficou em décimo, somando 71 pontos, sendo superado por seus companheiros de equipe: Caldwell foi o oitavo e fez 21 pontos a mais do que o monegasco, e Hauger foi o campeão, acumulando quase o triplo de pontos de Leclerc.

#### 2022

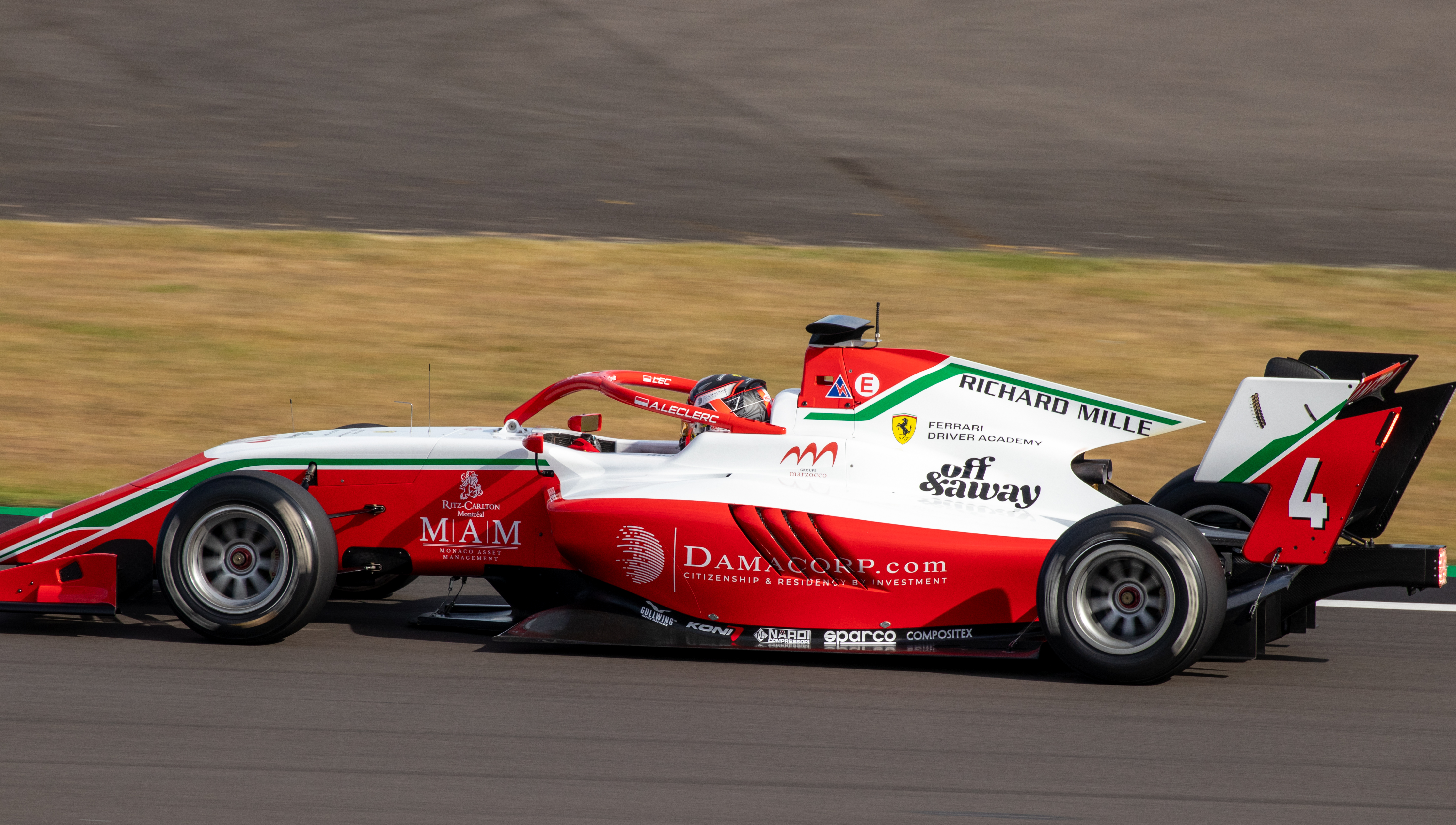
Leclerc durante a prova da Grã-Bretanha da F3 em 2022

Arthur permaneceu com a equipe para a disputa da temporada de 2022, passando a ter Jak Crawford e Oliver Bearman como novos companheiros. A única vitória de Leclerc no ano foi na corrida longa de Silverstone, e além desse, ele só apareceu no pódio novamente na corrida longa do Barém, onde terminou em segundo, atrás de Victor Martins, o campeão da temporada. O monegasco fechou o ano em sexto lugar, somando 114 pontos, cinco a mais do que Crawford, mas dezoito a menos do que Bearman, o terceiro colocado.

### Fórmula 2

#### 2023

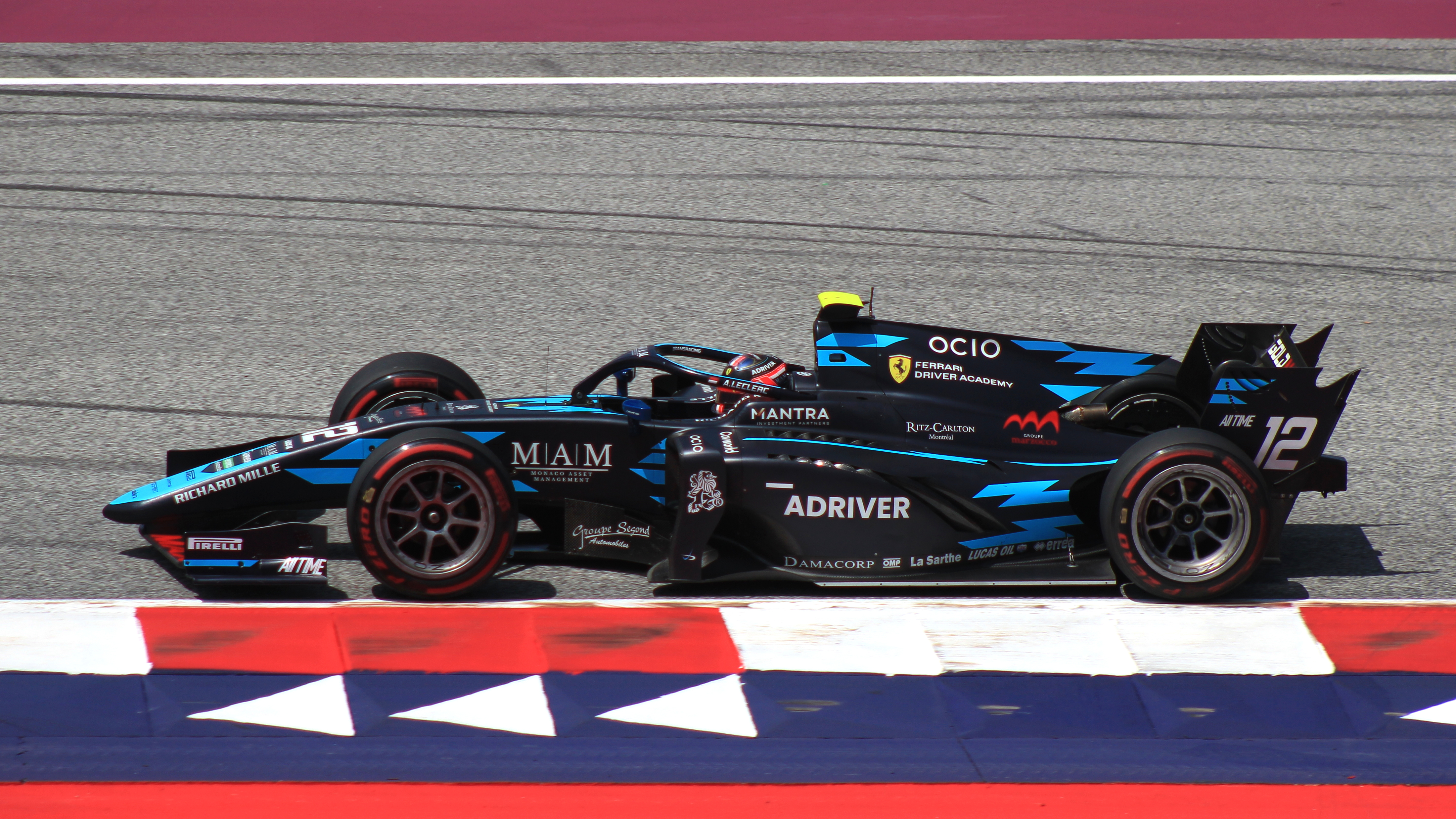
Leclerc guiando o carro nº 12 da DAMS no Red Bull Ring em 2023

Em 20 de novembro de 2022, foi anunciado que ele havia sido contratado pela equipe DAMS para a disputa da temporada de 2023 do Campeonato de Fórmula 2 da FIA, visando repetir o feito que Charles alcançou em 2017. Arthur teve como companheiro o japonês Ayumu Iwasa, da Red Bull Junior Team. O melhor resultado de Leclerc foi o terceiro lugar na corrida longa da Austrália, e ele ficou em décimo quinto, com 49 pontos, enquanto seu companheiro Iwasa foi o terceiro, somando quase quatro vezes mais pontos do que Arthur.

### Fórmula 1

#### Sauber
Em 2019, Leclerc foi contratado como membro do programa de jovens pilotos da Sauber, a Sauber Junior Team, como parte de sua mudança para o campeonato da ADAC Fórmula 4.

#### Ferrari
Arthur Leclerc se tornou membro da Ferrari Driver Academy em 2020. No final de dezembro de 2023, foi anunciado que Leclerc iria deixar o programa de jovens pilotos da Ferrari, embora ele continuasse "permanecendo parte da família Ferrari".
Mas em janeiro de 2024, foi divulgado que Arthur Leclerc seguiria na Ferrari como piloto de desenvolvimento, trabalhando no simulador e auxiliando nas configurações do carro. No mesmo período, Arthur dirigiu um carro de Fórmula 1 pela primeira vez, guiando o F1-75, carro que a equipe italiana usou na temporada de 2022, na pista de Barcelona, durante as sessões de testes das quais seu irmão Charles, Carlos Sainz Jr. e Oliver Bearman, também participaram.
Em dezembro de 2024, foi confirmado que Arthur Leclerc participou da primeira sessão de treinos livres do GP de Abu Dhabi pela Ferrari, substituindo Sainz e correndo ao lado de seu irmão Charles. Será a primeira vez que dois irmãos correrão juntos em uma mesma equipe, numa mesma sessão de treinos. Isso só foi possível porque os reservas da Ferrari estavam indisponíveis: Robert Shwartzman mudou seu foco para a IndyCar e Oliver Bearman correu três etapas em 2024 e deixou de ser elegível como novato, já que a Ferrari precisava de um para cumprir as regras da FIA de escalar novatos em treinos livres. A Ferrari também poderia ter escalado o italiano Antonio Fuoco, vencedor das 24 Horas de Le Mans de 2024, mas optou por Arthur Leclerc por ser mais vantajoso em termos de marketing.
Arthur também foi escalado para participar dos testes de pós-temporada na mesma pista, dividindo o carro com Fuoco e sendo mais uma vez parceiro de Charles Leclerc.

### Endurance

#### ELMS

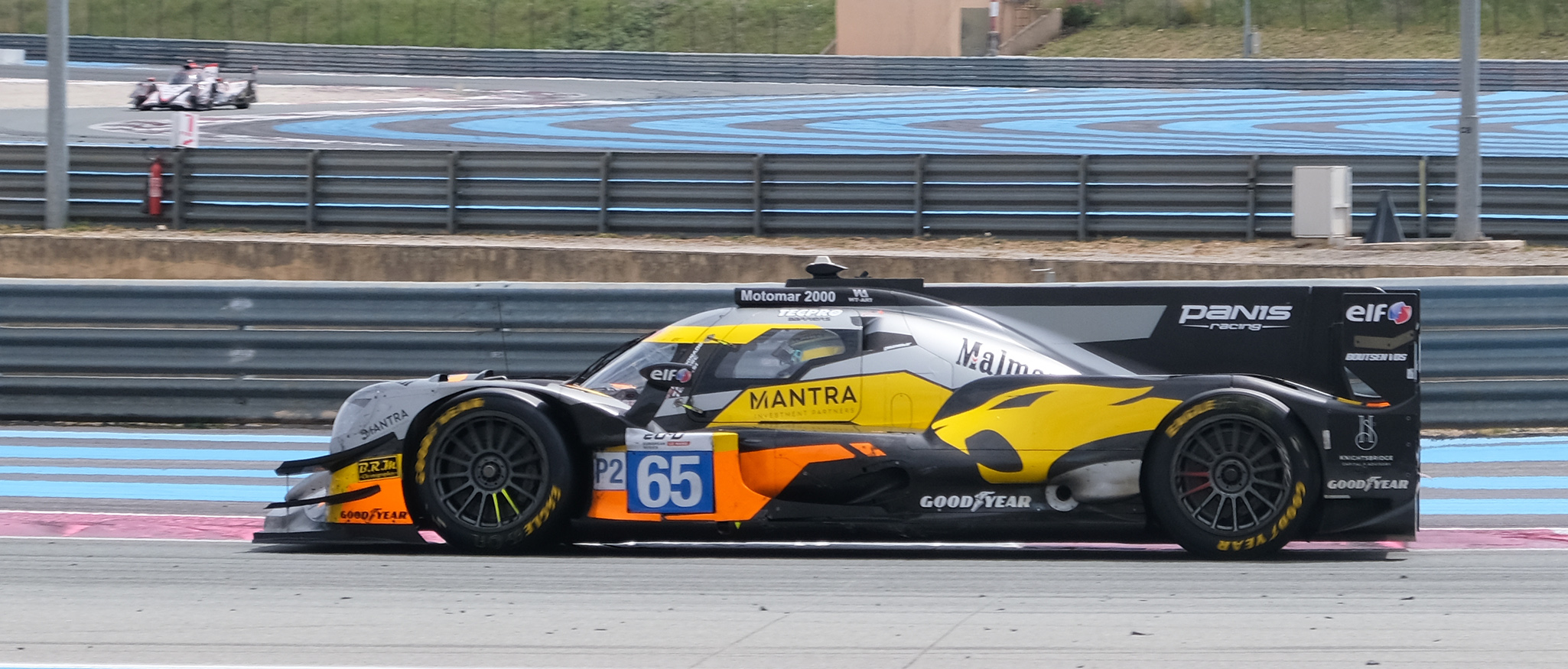
Carro de Leclerc, Maldonado e Milesi nas 4 Horas de Le Castellet de 2024

Em 2024, Leclerc se juntou à European Le Mans Series com a Panis Racing, competindo ao lado de Manuel Maldonado, o primo do ex-F1 Pastor Maldonado, e de Charles Milesi na classe LMP2. O trio do carro número 65 alcançou sua primeira e única vitória do ano nas 4 Horas de Ímola, na qual também fez a pole position. Estando na luta pelo campeonato até a rodada final das 4 Horas de Portimão, o #65 conquistou a pole, mas acabou caindo para o 12º lugar no final da corrida. Assim, Leclerc, Maldonado e Milesi terminaram em quarto lugar na classificação, com 61 pontos.

#### GT Italiano

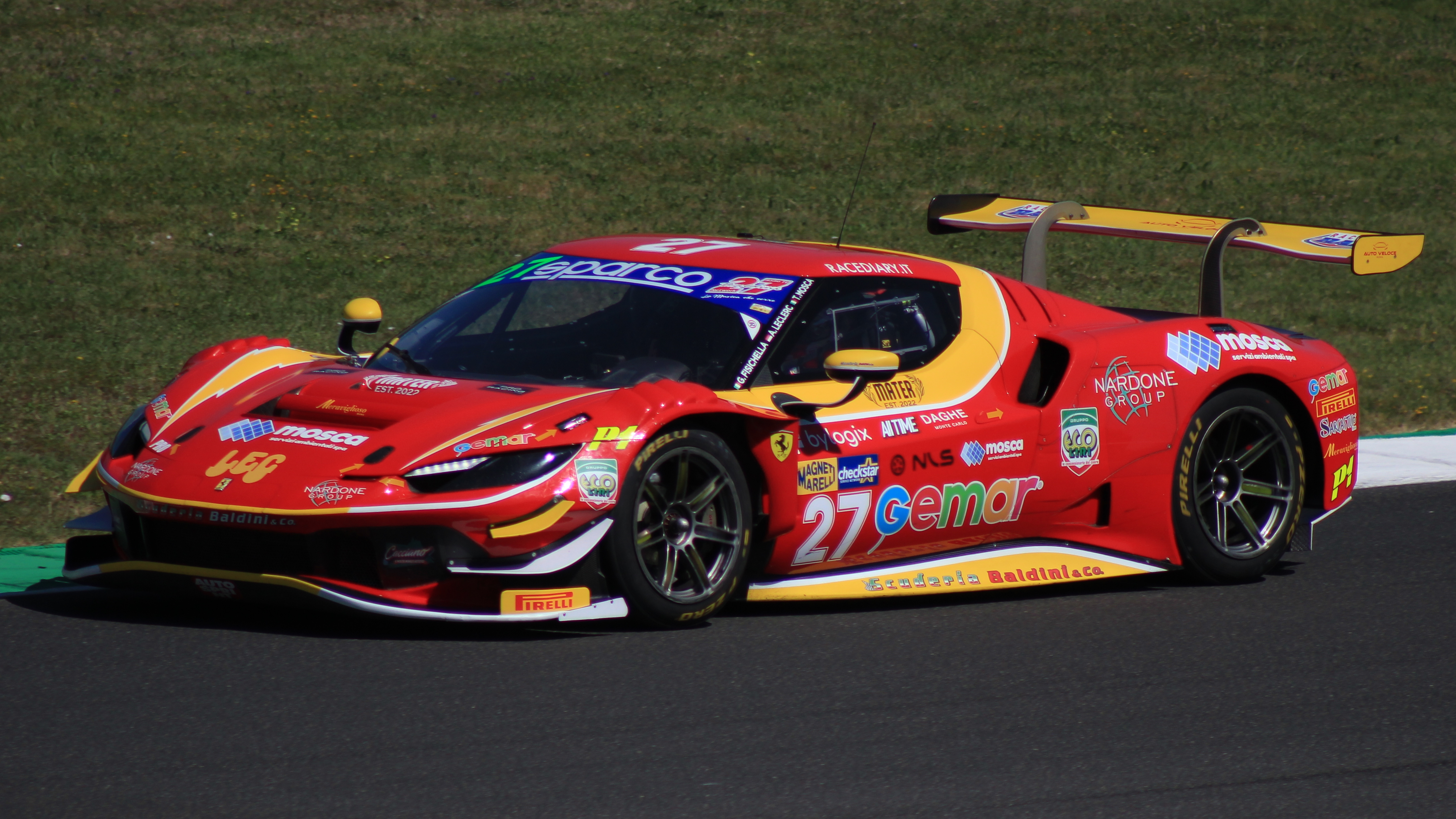
Carro que Leclerc, Fisichella e Mosca pilotaram na temporada 2024 do Campeonato Italiano de GT

Leclerc também competiu no Campeonato Italiano de Gran Turismo na categoria GT3 Endurance Pro, correndo pela Scuderia Baldini ao lado do ex-F1 Giancarlo Fisichella e de Tommaso Mosca. Guiando o Ferrari 296 GT3 número 27, o trio fez três poles, venceu quatro provas (as rodadas duplas de Vallelunga e Monza) e só não pontuou na corrida 1 de Mugello.
Dessa forma, o trio do carro nº 65 acabou garantindo o título na classe GT3 Endurance Pro, somando 79 pontos, com Leclerc sendo campeão já em sua temporada de estreia.

#### Mundial de Endurance
Em novembro de 2024, Leclerc pilotou o Ferrari 499P Hypercar no Teste de Novatos do Mundial de Endurance no Barém, sendo o mais rápido dentre os novatos.